# Prosotas caliginosa
Prosotas caliginosa är en fjärilsart som beskrevs av Druce 1891. Prosotas caliginosa ingår i släktet Prosotas och familjen juvelvingar. Inga underarter finns listade i Catalogue of Life.